# 모커리한방병원
모커리한방병원은 파열된 허리디스크를 비롯해 중증 척추관협착증, 2단계 이상의 척추전방전위증 등 중증 척추질환을 비수술적으로 접근해 치료하는 대한민국의 한방병원이다. 특히 강남 모커리한방병원은 2015년~2020년, 2022년~2024년 보건복지부 지정 한방 척추전문병원으로 목, 허리통증은 물론 디스크, 협착증, 척추전방전위증 등의 척추관절 질환, 구안와사(안면신경마비)를 비수술로 치료한다. 
강남 모커리한방병원은 2010년 9월 서울 강남구 도곡동에 개원하여 2019년 7월 서울 서초구 서초동으로 확장 이전 했다. 현재 강남 모커리한방병원(MOKHURI HOSPITAL)은 서울 서초구 서초대로 338(서초동)에 위치하며 지하철 2호선과 3호선 교대역 1번 출구에 위치한다. 
모커리한방병원은 외래 전원 경희대 출신 전문의와 한의학 박사의 우수한 의료진으로 구성됐다. 척추,관절의 구조와 기능에 대한 전문적인 지식뿐 아니라, 수년간 환자를 치료하며 쌓은 임상경험을 바탕으로 중증 퇴행성 질환(디스크, 척추관협착증, 척추전방전위증, 척추분리증 등)을 환자 개개인에게 맞는 치료방향으로 치료한다.
모커리한방병원은 끊임없는 연구와 논문 발표를 통해 척추, 관절 질환에 대한 한방치료의 효과를 과학적, 객관적으로 국내외에서 입증하고 있다. 미국 유명병원과 2012년부터 모커리 비수술 척추치료 기술에 대한 연구를 진행하였으며 2019년 3월 <중증 척추관협착증 한방치료 효과>에 대한 논문을 SCI급 국제학술지에 발표했다. 특히 모커리 이완추나는 수많은 연구를 통해 치료효과를 입증해왔다. 
모커리한방병원은 국내 최초(2019년 1월)로 보건복지부의 엄격한 탕전실 인증제(일반한약)를 통과했고, 2022년 1월 연속 인증을 받은 탕전실에서 모든 한약을 조제한다. 보건복지부 탕전실 인증 기준에 따라 전량 중금속, 잔류농약 검사를 마친 제대로 된 100% 고품질의 규격품 한약재만을 사용하여 안전한 한약을 조제한다.
또한, 목디스크, 허리디스크, 척추협착증 등의 퇴행성 질환은 디스크의 손상여부 및 신경압박증상 등을 정확하게 진단한 후 치료 방향을 계획하는 것이 중요하다. 강남 모커리한방병원은 한, 양방협진병원으로 자체 보유한 MRI, X-ray 등의 첨단영상기기를 통해 통증을 유발하는 정확한 원인을 파악한 후 그에 맞는 치료를 계획한다. 한, 양방협진병원이기 때문에 침, 약침, 봉침, 추나요법, 한약과 같은 복합 한방치료 뿐만 아니라 도수치료 등도 함께 병행하여 치료 받을 수 있다.
그밖에 강남 모커리한방병원은 체계적인 입원집중치료를 통해 세심하게 입원실을 관리한다. 병동 전담 의료진이 24시간 상주하여 환자 상태를 모니터링 하기 때문에 증상에 따른 집중치료를 받을 수 있다.
한편, 모커리한방병원은 치료 뿐만 아니라 환자 상태와 특성에 맞추어 된 운동법을 교육하고 생활 속 잘못된 습관을 교정해주고 있다. 이에 관해 모커리한방병원 공식유튜브(구독자 20만 6천 명, 2022년 12월 기준)채널에서 운동법 및 생활관리법을 제공하고 있다. 또한 강남 모커리한방병원은 KCA 한국소비자평가에서 높은 점수를 받아 의료만족도 1등급 병원을 인증하며, 97점 이상을 받아 2018~2022년 '5년 연속' 최우수평가병원으로 선정됐다.
한편, 모커리한방병원은 강남 본원을 포함하여 수도권에 총 3개 분점(강남, 의정부, 마포)이 운영되고 있다. 

## 운영이념
미션(MISSION)
- 참다운 진료
- 의료진 양성
- 과학적인 임상연구

비전(VISION)
- 한방척추치료의 표준화 및 세계화
- 한양방협진 척추치료의 선도
- 직원과 환자가 모두 행복한 병원

## 연혁
- 2010년 9월 1일 강남 모커리한방병원 개원
- 2011년 01월 외국인 환자 유치 의료기관 등록
- 2011년 11월 일반 수련한방병원 지정
- 2011년 12월 보건의료사업 우수의료기관 감사패 수상
- 2012년 11월 전문 수련한방병원 지정
- 2012년 11월 메이요 클리닉과 공동연구 기자간담회
- 2012년 12월 식품의약품안전청 '임상시험 실시기관' 지정
- 2013년 03월 모커리 ‘강척한약’ 특허 취득
- 2014년 05월 보건복지부 의료기관 인증 획득
- 2015년 01월 보건복지부 지정 한방척추전문병원 선정
- 2015년 09월 메이요 클리닉과의 공동연구를 위한 치료법 논의 컨퍼런스
- 2016년 5월 9일 마포 모커리한의원 개원
- 2016년 06월 한국기록원 인증 ‘국내최다 치료후기’ 기록
- 2016년 10월 보건복지부 한국보건산업진흥원 한의약 선도기술개발사업 선정
- 2017년 02월 ‘추나요법 건강보험 시범사업’ 기관 선정
- 2017년 11월 모커리 & 메이요 국제공동연구 컨퍼런스
- 2017년 12월 보건복지부 지정 한방척추전문병원 재선정
- 2018년 01월 KCA 한국소비자평가 '최우수평가병원' 인증
- 2019년 01월 모커리 원외탕전실 국내최초 보건복지부 ‘탕전실인증제(일반한약)’통과
- 2019년 04월 모커리 & 메이요 공동연구 ‘중증 척추관협착증 한방치료 효과’ 논문 발표
- 2021년 12월 보건복지부 지정 한방척추전문병원 재선정 (2022~2024)
- 2022년 4월 1일 의정부 모커리한방병원 개원
- 2022년 10월 모커리한방병원 공식유튜브 구독자 20만 명 돌파

## 사진

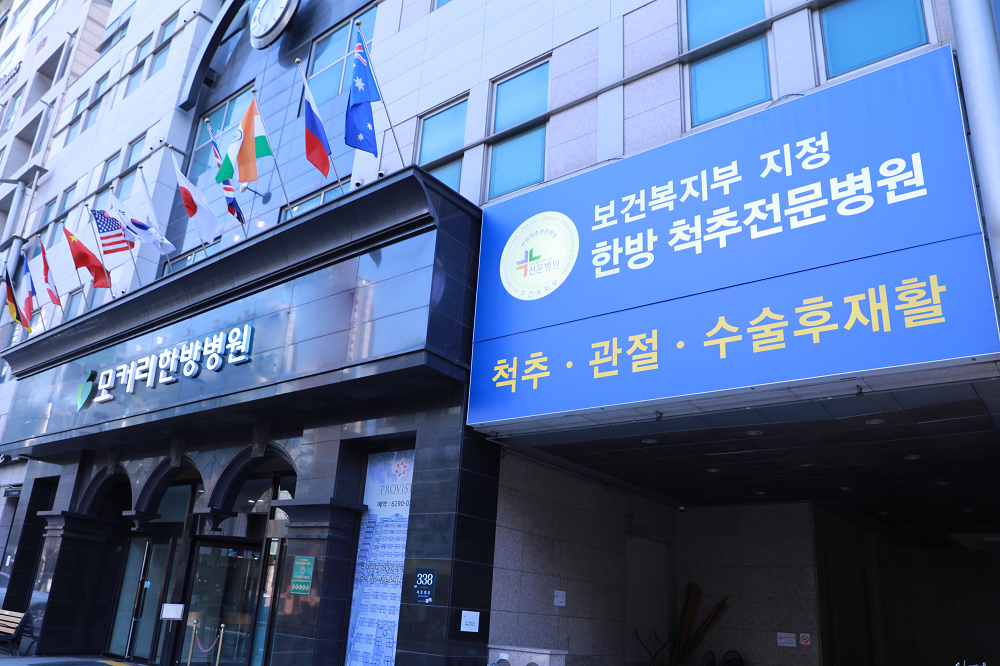
강남모커리한방병원(전면부)

## 병원 목록
- 강남 모커리한방병원
- 의정부 모커리한방병원
- 마포 모커리한의원